# 이슬람의 페르시아 정복

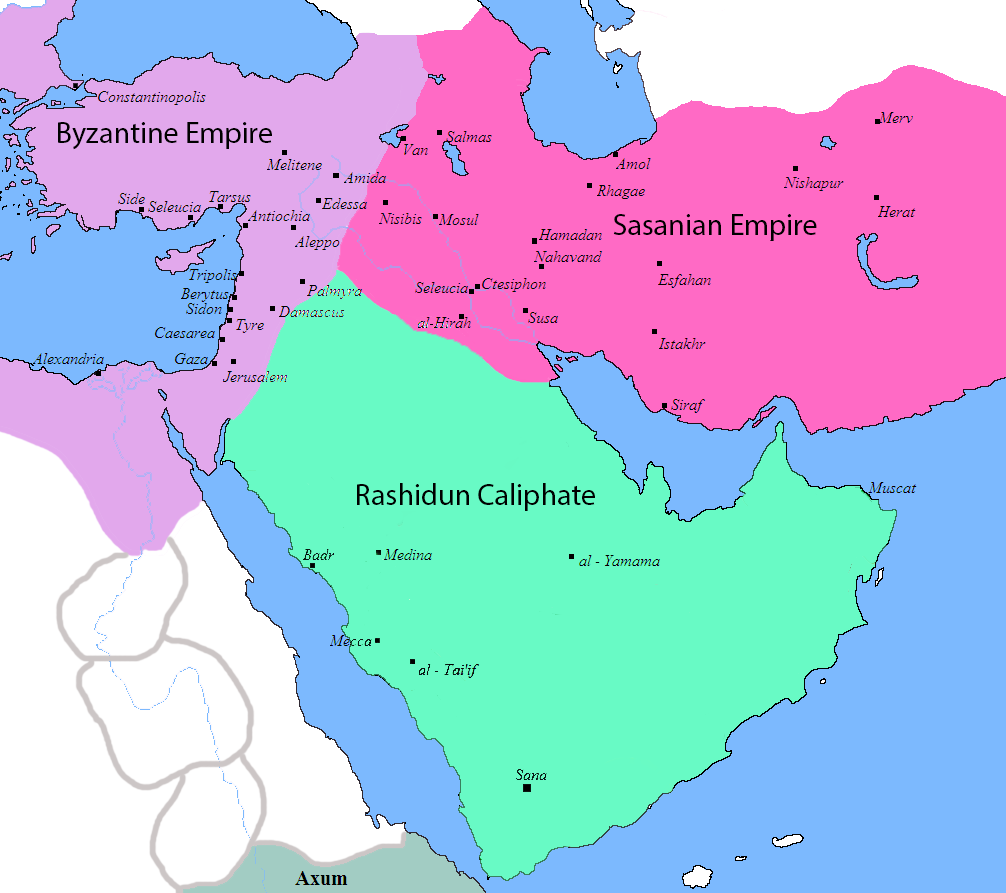

정통 칼리파조의 3대 칼리파 우스만이 650년경 터키 남동부와 이집트 북부를 점령하였는데, 이 시기에 이슬람 세력이 페르시아를 정복한 것으로 추정된다. 페르시아가 정복된 후 페르시아인들은 이슬람 제국의 지배를 받게 되었다.

## 같이 보기
- 이란의 역사
- 이란의 이슬람
- 초기 무슬림 정복